# Sibiřský chanát
Sibiřský chanát (tatarsky Sıbır Chanlığı), historicky též zvaný Turanský chanát, byl stát s turkicko-mongolskou vládnoucí elitou na území jihozápadní Sibiře v 15. a 16. století. Vznikl jako jeden z mnoha tatarských chanátů po rozpadu Zlaté hordy a zanikl po anexi Ruskem. Hlavním sídlem bylo opevněné město Isker (též Sibir nebo Kašlik), na soutoku Irtyše a říčky Sibirky.
Sibiřský chanát vládl nad etnicky různorodým obyvatelstvem, sestávajícím z turkických Sibiřských Tatarů a Baškirů a vedle toho Chantů, Mansů a Selkupů, hovořících jazyky uralské skupiny. Jeho porážka Jermakem Timofejevičem v bitvě na Čuvašském mysu roku 1582 znamenala počátek ruské expanze na Sibiř.
Sibiřský chanát spravovali mirzové (perské slovo označující knížete nebo vojenského velitele), pocházející z různých domorodých kmenů. Vládli volně spojeným državám, které všechny nominálně podléhaly chánovi Tjumeně a Sibiře. Vedli také chánova vojska do boje.

## Kultura
Státním náboženstvím chanátu byl islám, víra jeho vládce. V Tjumeni i v Sibiři byly vybudovány honosné mešity, paláce a hradby. Je známo, že vrchní imámové a muftíové Sibiřského chanátu měli jistý vliv i v Povolží a dokonce i v Samarkandu. Chanát byl nejsevernějším historicky doloženým muslimským státem; jeho území sahalo až Severnímu ledovému oceánu.

## Historie

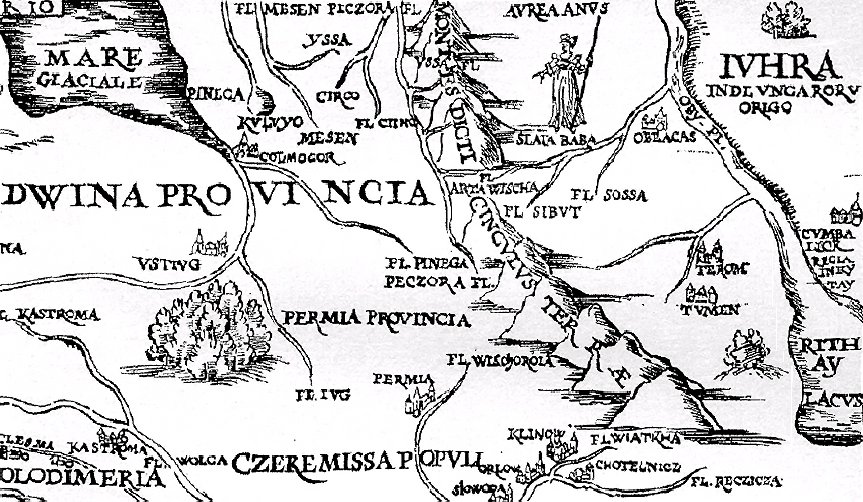
Tumen na mapě Siegmunda von Herbersteina publikované v roce 1549

Sibiřský chanát a s ním moderní město Tjumeň vznikly v průběhu 15. století (pravděpodobně v roce 1468), v době úpadku státu Ulus Džuči vzešlého z někdejšího Čingischánova impéria. Původ zakladatele jménem Taibuga není jasný. Sídlem prvních chánů bylo město Čimki-Tura (nebo Čingi-Tura) poblíž místa, kde Rusové založili roku 1586 pevnost Tjumeň poté, co po porážce chanátu Jermakovými kozáky bylo město zničeno nebo opuštěno.
Na vládu nad chanátem si činili nárok také přímí potomci Čingischánova syna Šajbana, z nichž Ibak Chán porazil a zabil Taibugova vnuka Mara. K restauraci Taibugovců došlo, když Marův vnuk Muhammad porazil a zabil Ibaka cca roku 1493. Muhammad se rozhodl opustit Čimki-Turu a založil na Irtyši nové hlavní město Iskar (Sibir). Nakrátko se stal i chánem v Kazani (1496).
Dobytí Kazaně Rusy roku 1552 vedlo taibugovského chána Jadigara ke snaze navázat přátelské vztahy s Moskvou. V cestě mu však stál vnuk Šajbanovce Ibaka Küčüm. Boje v letech 1556–1563 skončily Jadigarovou smrtí a Küčüm se stal chánem.

### Konec chanátu
Küčüm usiloval obrátit Sibiřské Tatary, převážně šamanisty, na islám. Jeho rozhodnutí napadnout stroganovské obchodní stanice vyprovokovalo expedici, kterou proti chanátu vyslali Stroganovové, složenou z 540 donských kozáků a tří set jejich vlastních ozbrojenců, pod vedením kozáka Jermaka. Ten Küčümovo vojsko porazil roku 1582 v bitvě na Čuvašském mysu a ještě téhož roku vstoupili kozáci do Iskaru. Küčüm doplnil svoje vojsko, roku 1584 zabil v bitvě Jermaka a znovu ovládl Sibir.
V následujících čtrnácti letech však Rusové chanát zvolna dobyli. V roce 1598 byl Küčüm poražen na březích Obu a donucen uprchnout na území Nogajců. Jeho vláda skončila.

## Panovníci (chánové) (zdroj?)
- Munch-Timur (1359)
- Alibek (1359–1375)
- Gijas Kaganbek ud-Din (1375–1396)
- Tochtamyš (1396–1406)
- Žumaduk (1406–1421)
- Mahmud Hodža (1421)
- Hizr (1421)
- Kažy-Mohammed (1421–1428)
- Abu'l-Khayr (1428–1464)
- Ibak (1464–1495)
- Mamuk (1495–1502)
- Kuluk (1502–1530)
- Küčüm 1563–1598)
- Ali (1598–1604)